# Старопетровская волость
Старопетровская во́лость, Старо-Петровская во́лость — нижняя единица административно-территориального деления в Бирском уезде Уфимской губернии. Волостной центр — село Старо-Петрово (ныне Старопетрово). Ныне территория Бирского района Республики Башкортостан Российской Федерации.

## География
По справочнику 1906 года волость расположена по правому берегу р. Белой, которою омывается с трех сторон. Протекают речки Юланда, Бустояс, Винный ключ, Кызгинда, Алабия, Аитовка. Местность ровная, пересеченная оврагами. Есть леса, принадлежащие удельному ведомству и крестьянам.

## Состав
По данным на 1906 год в состав волости входили 12 селений, 6 хуторов разных частных владельцев.
- Андреевка (Соловьевка), вблизи хутора Е. И. и В. А. Фок, Н. А. Фок и М. А. Шестаковой
- Бикмурзина
- Камышинка
- Мордвиновка
- Ново-Биктемирова (ныне Новобиктимирово)
- Ново-Петрова (ныне Новопетрово)
- Ново-Троицкая (Репьевка), хут. Ю. Ф. Шестакова 55.215149, 55.542762
- Питякова
- Силантьево
- село Симкино,  хут. Е. Ф. Чирковой
- Старо-Биктемирова (ныне Старобиктимирово)
- Старо-Петрово — волостной центр
- Чирковой (хутор)

## Население
На 1905 год жителей обоего пола 5751 душ обоего пола. Население состоит из русских и небольшой части черемис (д. Бикмурзина).

## Инфраструктура
По справочнику 1906 года преобладающий род занятий — земледелие.